# Anteosàurids
Els anteosàurids (Anteosauridae) constitueixen una família de grans dinocèfals carnívors que visqueren durant el Permià mitjà a Rússia (Doliosauriscus, Titanophoneus) i Sud-àfrica (Anteosaurus). Els gèneres russos havien sigut inclosos prèviament per Iefrémov en el grup dels britopòdids.